# Тюрк, Даниэль Готлоб
Даниэль Готлоб Тюрк (нем. Daniel Gottlob Türk; 10 августа 1750, Клаусниц — 26 августа 1813, Галле) — немецкий органист, композитор, музыкальный теоретик.

## Биография
В детстве Тюрк учился по классу органа у своего отца, а затем занимался под руководством ученика Баха Готфрида Августа Хомилиуса и Иоганна Адама Хиллера, рекомендовавшего Тюрка в Университет Галле. В 1779 году Тюрк получил должность директора по музыкальной части, а в 1809 году стал профессором в области теории музыки и акустики. В 1783 году женился на Иоганне Доротее Рэйзинс Шиммельпфенниг, у них было двое детей.
Самый заметный вклад Тюрка в классическую музыку представляет труд «Klavierschule», учебное пособие для начинающих музыкантов, популярное среди педагогов и в XXI веке. Большим успехом пользовалась книга Тюрка — «Краткое наставление в игре по генерал-басу», по ней учился Л. Бетховен. В переработанном виде она прослужила учебником до середины XIX века. С 1776 по 1808 год вышло 8 сборников фортепианных сонат и 4 сборника «Ton- und Handstücken». Некоторые из этих пьес играл в детстве Р. Шуман. До сих пор у преподавателей популярны некоторые произведения Тюрка для фортепиано, например «Сонатина».
Одним из самых известных учеников Тюрка считается Фридрих Убер.